# Pareumastacops plebeja
Pareumastacops plebeja är en insektsart som först beskrevs av Gerstaecker 1889.  Pareumastacops plebeja ingår i släktet Pareumastacops och familjen Eumastacidae. Inga underarter finns listade i Catalogue of Life.